# Велики Радић
Велики Радић је насељено мјесто у Босни и Херцеговини, у општини Босанска Крупа, које административно припада Федерацији Босне и Херцеговине. Према попису становништва из 2013. у насељу је живјело 133 становника.

## Становништво
| Демографија | Демографија | Демографија |
| Година      | Становника  | Становника  |
| ----------- | ----------- | ----------- |
| 1961.       | 698         |             |
| 1971.       | 639         |             |
| 1981.       | 461         |             |
| 1991.       | 380         |             |
| 2013.       | 133         |             |